# أوت موكو (فرنسا)
أوت-موكو هي بلدية تقع في إقليم لاندز أحد أقاليم فرنسا في منطقة نوفيل-بوردو في جنوب غرب فرنسا.